# Karl Baumbach
Pour les articles homonymes, voir Baumbach.
Karl-Adolf Baumbach (né le 9 février 1844 à Meiningen et mort le 21 janvier 1896 à Dantzig) est un homme politique allemand et maire de Dantzig (de).

## Biographie
Le frère cadet du poète Rudolf Baumbach (1840-1905) étudie le droit et les sciences politiques aux universités d'Iéna, Heidelberg, Leipzig et Berlin de 1862-1865. Il obtient son doctorat en droit. Il devient plus tard juge de district à Saalfeld et en 1878 administrateur de l'arrondissement de Sonneberg dans le duché de Saxe-Meiningen.
Ami de l'homme politique Eduard Lasker (1829–1884), il rejoint le Parti national-libéral et est élu au Reichstag lors d'une élection partielle en 1880 dans la 1re circonscription du duché de Saxe-Meiningen (de). Avec les « sécessionnistes », il quitte le parti en août 1880, rejoint la fusion avec le parti progressiste allemand et est élu au Reichstag dans les années 1884 et 1890 dans la 5e circonscription de Berlin. En tant que représentant du Parti radical allemand, il entra au bureau du Reichstag le 7 mai 1890 en tant que deuxième vice-président.
À la fin de 1890, il est élu maire de Dantzig et en janvier 1891, il est élu à la chambre des seigneurs de Prusse pour cette ville. Il est également député du parlement provincial de Prusse-Occidentale.
Le président du district Adolf von Heppe critique publiquement son salaire de 15 000 marks (le prédécesseur de Baumbach avait reçu 12 000 marks) et demande, en tant que président du conseil de district, un nouvel appel d'offres pour trouver un maire moins cher. Cette décision est vivement critiquée en public et est probablement la raison du transfert d'Adolf von Heppe à Trèves.

## Travaux
- Staats-Lexikon. Handbuch für jeden Staatsbürger zur Kenntnis des öffentlichen Rechts und des Staatslebens aller Länder, insbesondere des Deutschen Reichs. Bibliographisches Institut, Leipzig 1882.
- Der Colportagebuchhandel und die Gewerbenovelle (= Volkswirtschaftliche Zeitfragen. Vorträge und Abhandlungen. Bd. 5, Nr. 1 = Nr. 33, ZDB-ID 2603594-7). Simion, Berlin 1883.
- Der Normal-Arbeitstag (= Volkswirtschaftliche Zeitfragen. Vorträge und Abhandlungen. Bd. 7, Nr. 6 = Nr. 54). Simion, Berlin 1885.
- Frauenarbeit und Frauenschutz (= Volkswirtschaftliche Zeitfragen. Vorträge und Abhandlungen. Bd. 11, Nr. 1 = Nr. 81). Simion, Berlin 1889.
- Der deutsche Reichstag (= Freund's politische Handbücher. Bd. 1, ZDB-ID 271637-9). Freund, Breslau 1890.
- Der Kolportagebuchhandel und seine Widersacher (= Volkswirtschaftliche Zeitfragen. Vorträge und Abhandlungen. Bd. 15, Nr. 6 = Nr. 1185). Simion, Berlin 1894.

Baumbach édite la partie juridique de l'édition de Meyers Konversationslexikon à cette époque.